# Uncasville
Uncasville est une ville du comté de New London située au sud-est de Montville (Connecticut), à l'embouchure de la rivière Oxoboxo River (en). La population était de 19 910 habitants en 2009.

## Historique

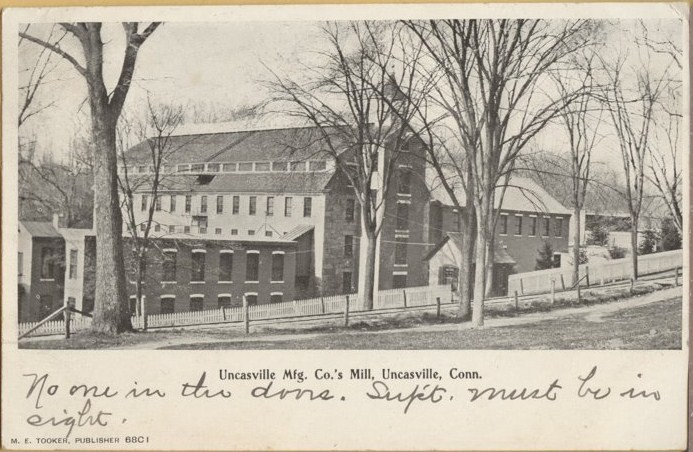
Moulin d'Uncasville en 1906

Le nom d'Uncasville vient de Uncas, sachem indien mohegan du XVIIe siècle. Les Mohegans étaient une tribu d'amérindiens algonquins.
Uncasville est le site d'implantation du premier moulin textile des États-Unis, propriété des frères John et Arthur Schofield.
Le casino Mohegan Sun (en), ouvert en 1996, est un des plus grands des États-Unis avec une surface de 33,800 m2.
La salle omnisports Mohegan Sun Arena, située dans le complexe, héberge en particulier la salle de l'équipe de basket féminine des Sun du Connecticut.